# 쌍류초등학교
쌍류초등학교는 대한민국 세종특별자치시가 교육기본법에 따라 설치한 초등학교이다.

## 학교 연혁
- 1934. 05. 01 조치원 공립 보통학교 부설 쌍류간이학교
- 1944. 04. 01 연서 공립국민학교 쌍류분교장
- 1952. 04. 23 쌍류국민학교 승격
- 1986. 03. 01 쌍류국민학교 병설유치원 개원
- 1996. 03. 01 쌍류초등학교로 개칭
- 2023 9월 8일  박영에 교장 부임

## 참고 자료
- 쌍류초등학교 - 한국교육학술정보원 학교알리미